# Ekpé
Ekpé ist eine Stadt und ein Arrondissement in Benin. Sie liegt in der Kommune Sèmè-Kpodji im Département Ouémé. Die Stadt hatte bei der Volkszählung im Mai 2013 eine Bevölkerung von 38.162 Menschen. Die Siedlung gehört zur Agglomeration von Cotonou.  

## Bevölkerung
- 1992 (Volkszählung): 15.620 Einwohner
- 2002 (Volkszählung): 34.917 Einwohner
- 2013 (Volkszählung): 75.313 Einwohner

## Wirtschaft
Die Stadt verfügt über einen großen Markt.